# Бухарестська дев'ятка
Бухарестська дев'ятка, Б9, Б-9 (англ. Bucharest 9, Bucharest Nine, B9, B-9) — міжнародна ініціатива дев'яти країн-членів НАТО Центральної та Східної Європи (Болгарія, Естонія, Латвія, Литва, Польща, Румунія, Словаччина, Угорщина та Чехія), метою яких є поглиблення військової співпраці між країнами східного флангу Північноатлантичного альянсу, а також обговорення ключових питань політики безпеки.

## Історія
Бухарестська дев'ятка була створена під час саміту, у листопаді 2015 року в місті Бухарест, за ініціативи румунської та польської сторін. Одним з ключових чинників для створення цієї ініціативи стала агресивна політика та дії Росії на міжнародній арені: окупація та анексія українського Криму навесні 2014 року, підтримка терористичних організацій ДНР/ЛНР на українському Донбасі.
У листопаді 2016 року відбулася перша зустріч у форматі очільників МЗС країн-засновниць за участі заступниці Генерального секретаря НАТО Роуз Ґоттемюллер. В спільній заяві, за підсумками зустрічі, було зазначено, що дії Росії підривають європейську архітектуру безпеки, створюють нестабільність на Близькому Сході та в Північній Африці. Також міністри наголосили на неприпустимості агресивних дій РФ щодо України і порушення Росією норм міжнародних права включно з анексією Криму. Також дипломати наголосили про свою підтримку суверенітету України та її беззаперечне право самій вирішувати питання власного майбутнього і реалізовувати зовнішню політику без втручання ззовні. Міністри також підтвердили свою повну підтримку територіальної цілісності, незалежності та суверенітету Молдова і її європейських прагнень.
9 жовтня 2017 року міністри закордонних справ країн Бухарестської дев'ятки, за підсумками зустрічі у Варшаві, прийняли декларацію, в якій підтвердили підтримку суверенітету і територіальної цілісності України, невизнання країнами учасницями анексії Криму.
8 червня 2018 року, під час зустрічі міністрів закордонних справ Бухарестської дев'ятки у Варшаві очільники держав та урядів Б9 у спільній декларації задекларували політику стримування Росії, поєднану з політикою відкритості до діалогу, а також наголосили на своїй незмінній підтримці проєвропейських та євроатлантичних прагнень України, територіальної цілісності України, Грузії та Молдови.
У лютому 2019 року, під час зустрічі міністрів закордонних справ Бухарестської дев'ятки у словацькому місті Кошице, було ухвалено декларацію, в якій йшлося про конфлікт на сході України та про зростання напруженості в акваторії Азовського і Чорного морів, внаслідок нелегітимної анексії Криму та його мілітаризації, ігнорування Росією міжнародного права, конфронтаційної моделі поведінки та використання військових та невійськових дій, таких як будівництво мосту через Керченську протоку, для посилення своїх геополітичних цілей. Вчергове лідери країн Бухарестської дев'ятки висловили свою тверду підтримку суверенітету і територіальній цілісності України в її міжнародно визнаних кордонах.
10 березня 2020 року відбулась зустрічі міністрів закордонних справ Бухарестської дев'ятки у Вільнюсі. Учасники зустрічі обговорили рішення Альянсу про колективну оборону на східному крилі НАТО, обмінялися думками щодо дій Росії та Китаю, а також щодо безпеки інформаційних технологій, обговорили роль НАТО у протидії тероризму та торкнулися енергетичної безпеки.
10 травня 2021 року в Бухаресті, у зустрічі Бухарестської дев'ятки взяли участь президент США Джо Байден та генеральний секретар НАТО Єнс Столтенберг. Співголовами зустрічі Б9 у Бухаресті стали президент Румунії Клаус Йоганніс та президент Польщі Анджей Дуда. Головними темами віртуальної зустрічі Б9 стали безпека у Чорноморському регіоні та ситуація довкола України. Президенти країн Бухарестської дев'ятки запевнили, що підтримуватимуть курс Грузії, України та Молдови на вступ до НАТО. Вони також засудили дії Росії в Чехії.